# Troncens
Troncens (gaskognisch: ebenfalls Troncens) ist eine französische Gemeinde mit 162 Einwohnern (Stand 1. Januar 2022) im Département Gers in der Region Okzitanien (bis 2015 Midi-Pyrénées); sie gehört zum Arrondissement Mirande und zum Gemeindeverband Bastides et Vallons du Gers. Die Bewohner nennen sich Troncenois/Troncenoises.

## Geografie
Troncens liegt rund 16 Kilometer südwestlich von Mirande und 36 Kilometer südwestlich von Auch im Süden des Départements Gers. Die Gemeinde besteht aus Weilern, zahlreichen Streusiedlungen und Einzelgehöften. Die Laüs durchquert die Gemeinde in nördlicher Richtung.
Nachbargemeinden sind Monlezun im Norden, Tillac im Nordosten, Monpardiac und Aux-Aussat im Osten, Laguian-Mazous im Süden, Betplan im Südwesten, Malabat im Südwesten und Westen, Blousson-Sérian im Westen sowie Ricourt im Nordwesten.

## Bevölkerungsentwicklung

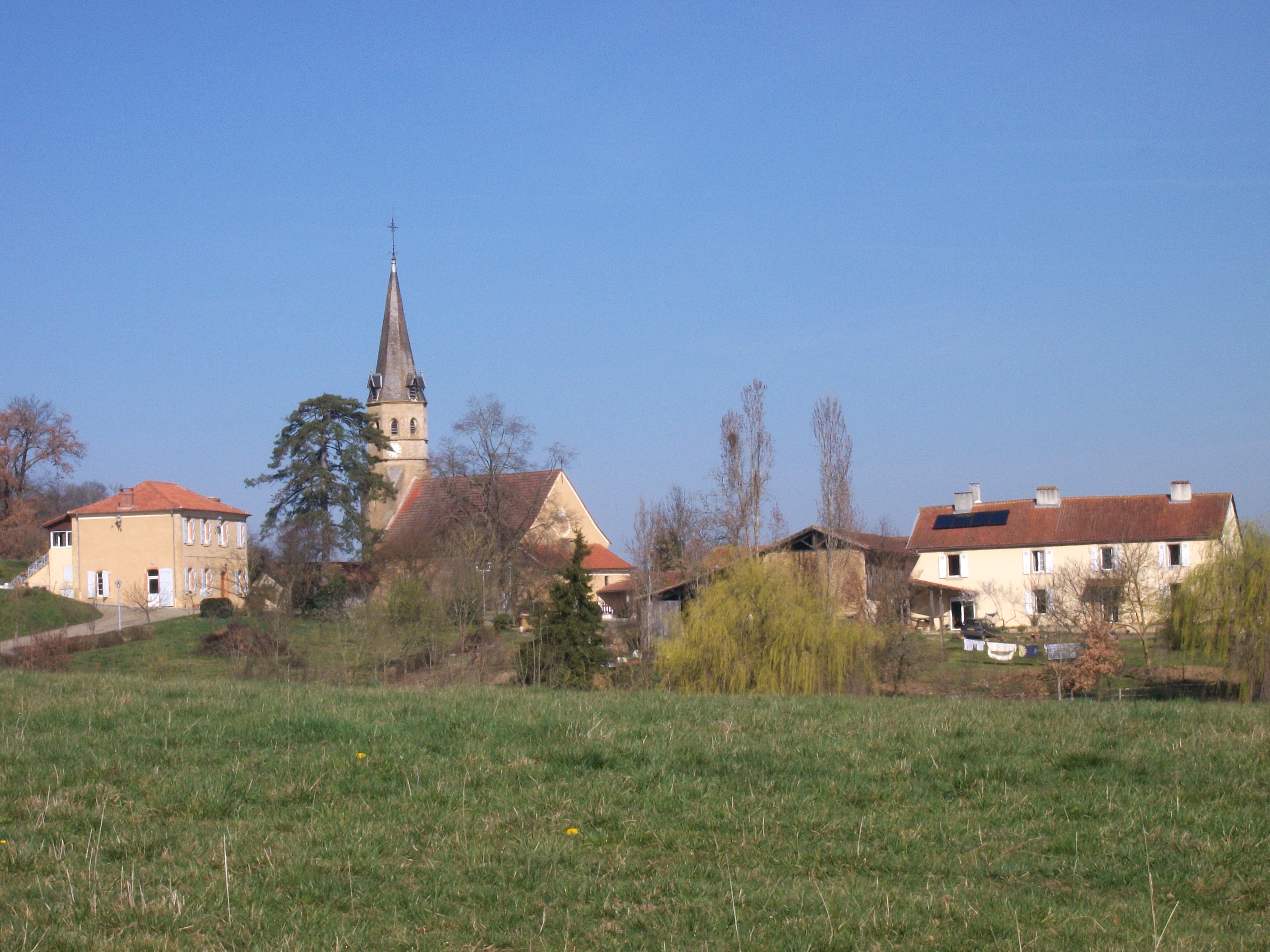
Teilansicht der Gemeinde

| Jahr                       | 1793 | 1841 | 1962 | 1968 | 1975 | 1982 | 1990 | 1999 | 2006 | 2011 | 2016 |
| Einwohner                  | 574  | 640  | 219  | 198  | 197  | 206  | 206  | 199  | 186  | 186  | 184  |
| Quellen: Cassini und INSEE |      |      |      |      |      |      |      |      |      |      |      |